# Ozubení
Ozubení (Odontoceti) představují jednu ze dvou velkých skupin kytovců zahrnující delfíny, sviňuchy, vorvaně a další kytovce, kteří mají zuby. Druhou velkou skupinou kytovců jsou kosticovci (Mysticeti), kteří namísto zubů disponují kosticemi. Vedle zubů je typickým znakem ozubených schopnost echolokace. Ozubení jsou aktivní lovci, živí se rybami, chobotnicemi a někdy mořskými savci. 

## Systematika
Dosud bylo popsáno kolem 73 druhů a 10 čeledí ozubených. Druhově zdaleka nejrozmanitější čeledí jsou delfínovití. Některé z čeledí jsou uznávány relativně nově, což je způsobeno hlavně nedávným rozpadem parafyletické skupiny říčních delfínů (původně označováni jako delfínovcovití) do několika čeledí, které často zahrnují jen jeden či dva druhy. Moderní taxonomie uznává následující čeledi ozubených:
- Delphinidae – delfínovití
- Iniidae – iniovití
- Kogiidae – kogiovití
- Lipotidae – delfínovcovití čínští
- Monodontidae – narvalovití
- Phocoenidae – sviňuchovití
- Physeteridae – vorvaňovití
- Platanistidae – delfínovcovití indičtí
- Pontoporiidae – delfínovcovití laplatští
- Ziphiidae – vorvaňovcovití

## Anatomie
Ozubení mají jednu nozdru na temeni hlavy (zatímco kosticovci mají dvě). Až na vorvaňovité jsou ozubení menší než kosticovci. Zuby se mezi druhy značně liší. Může jich být spousta, jako u některých delfínů, kteří mají v tlamě více než 100 zubů. Další extrémy pozorujeme u narvalovitých s jejich dlouhým klem a u téměř bezzubých vorvaňovcovitých se zvlaštními zuby pouze u samců.

## Chování

### Hlas
Hlasové projevy jsou u ozubených velmi důležité. Jsou schopni vydávat různé zvuky určené ke komunikaci, ale také dokážou využít ultrazvuk k echolokaci.

### Pohyb
Většina ozubených plave svižně. Menší druhy se občas svezou na vlnách, vyvolaných projíždející lodí. Delfíni jsou známi svými akrobatickými výskoky z vody.

### Sociální chování
Většinou žijí ozubení ve skupinách o tuctech kusů. Tyto malé skupinky se příležitostně spojují a vytvářejí větší agregace až o tisíci velrybách. Ozubení jsou schopni složitých vztahů, například týmového lovu. Některé druhy v zajetí prokazují velký potenciál pro učení se, z tohoto důvodu jsou považování za jedny z nejinteligentnějších zvířat.